# Port lotniczy Çanakkale
Port lotniczy Çanakkale (IATA: CKZ, ICAO: LTBH) – krajowy port lotniczy położony w Çanakkale, w prowincji Çanakkale, w Turcji.

## Linie lotnicze i połączenia
| Linia Lotnicza   | Kierunek   |
| ---------------- | ---------- |
| AnadoluJet       | 1. Ankara  |
| Turkish Airlines | 1. Stambuł |